# Гуляев, Владимир Дмитриевич
Владимир Дмитриевич Гуляев (12 октября 1931, Кудымкар, Уральская область, РСФСР, СССР — 24 февраля 2024, Пермь, Пермский край, Россия) — советский и российский театральный актёр, режиссёр, театральный художник. Народный артист РСФСР (1985). Лауреат Государственной премии РСФСР им. К. С. Станиславского (1983).

## Биография
Родился 12 октября 1931 года в Кудымкаре Уральской области. Окончил Кунгурское художественно-промышленное училище, работал в Кудымкарской типографии.
В 1963 году окончил Ленинградский государственный институт театра, музыки и кинематографии (ЛГИТМиК), где учился в коми-пермяцкой студии (курс В. С. Андрушкевича, педагог С. С. Клитин). Его дипломной работой как режиссёра была постановка пьесы А. Ларёва в переводе на коми-пермяцкий язык «Свидания у черёмухи», а актёрской дипломной работой — роль царя Берендея в спектакле «Снегурочка» А. Н. Островского.
С 1956 года служил в Коми-Пермяцком окружном драматическом театре им. М. Горького в Кудымкаре. Сначала был артистом вспомогательного состава, с 1963 года стал режиссёр и актёром. В 1969 году был назначен главным режиссёром. В 1991—2000 годах работал художественным руководителем театра. Поставил более 170 спектаклей, как актёр сыграл в театре 65 ролей.
Был известен и как театральный художник, оформил около 40 спектаклей. Вся его многогранная деятельность была направлена на повышение художественного уровня выпускаемых спектаклей, на воспитание и профессиональный рост мастерства творческого состава. Владимир Дмитриевич много сил приложил для развития театра. Ему удалось создать театр высокой профессиональной культуры.
Член Общероссийской общественной организации «Союз театральных деятелей Российской Федерации (Всероссийское театральное общество)» (1964). В разные годы был членом Правления Союза театральных деятелей России и Правления Пермской организации СТД.
В 2000 году вышел на пенсию, жил в Перми. Скончался там же 24 февраля 2024 года на 93-м году жизни.

## Награды и премии
- Орден «Знак Почёта» (1971)[1].
- Заслуженный деятель искусств РСФСР (25.02.1975).
- Народный артист РСФСР (29.03.1985).
- Государственная премия РСФСР имени К. С. Станиславского (1983).
- Почётный гражданин города Кудымкара «За большой вклад в эстетическое воспитание жителей города и округа, творческий вклад в развитие и пропаганду национальной культуры и искусства» (27.10.1993)[2].
- Лауреат национальной премии «Золотая маска» в номинации «За честь и достоинство» (2007)[1].

## Работы в театре

### Актёр
- «Поднятая целина» М. Шолохова — Нагульнов
- «Доходное место» А. Островского — Вышневский
- «На дне» М. Горького — Барон
- «Вишнёвый сад» А. П. Чехова — Гаев
- «Последние» А. М. Горького — Яков

### Режиссёр-постановщик
- 1967 — «В день свадьбы» В. Розова
- 1969 — «Дело, которому ты служил» Ю. Германа
- 1972 — «Васса Железнова» М. Горького
- 1973 — «Поднятая целина» М. Шолохова
- 1977 — «Ревизор» Н. Гоголя
- 1981 — «Снегурочка» А. Островского
- 1982 — «Вишнёвый сад» А. Чехова
- 1984 — «Ромео и Джульетта» В. Шекспира
- 1986 — «Егор Булычов и другие» М. Горького
- 1993 — «Власть тьмы» Л. Толстого
- «Двенадцатая ночь» В. Шекспира
- «На дне», «Последние» А. М. Горького,
- «Тартюф» Ж. Б. Мольера
- «Свадьба Кречинского», А. Сухово-Кобылина
- «Доходное место», «Поздняя любовь», «На всякого мудреца довольно простоты» А. Н. Островского
- «Свадьба в Малиновке» Л. Юхвида
- «Бабий бунт» М. Пляцковского
- «Крепкий узел» С. А. Можаева
- «Соседи» А. Лобозёрова